# تويوتا سي + بود
تويوتا سي + بود هي سيارة كهربائية من إنتاج شركة تويوتا،تم الكشف عنها في 2019 ومن المقرر أن تباع للأفراد في 2022.